# Giuseppe Spitali
Giuseppe Spitali (* 2. Oktober 1979) ist ein ehemaliger italienischer Fußballspieler, der für den MSV Duisburg drei Zweitligapartien bestritt und ansonsten im Amateurfußball wirkte. 2014 begann er eine Laufbahn als Trainer.

## Spielerkarriere
Der Stürmer Spitali lief im jungen Erwachsenenalter für den Amateurklub FV Bad Honnef auf, bis er im Sommer 1999 zum FC Remscheid wechselte. Dieser war zuvor in die viertklassige Oberliga Nordrhein abgestiegen. Als Torgarant blieb er Remscheid für zwei Jahre treu und musste am Ende der Saison 2000/01 mit seiner Mannschaft den erneuten Abstieg hinnehmen. Der damals 21-jährige Spieler selbst musste den Gang in die tiefere Liga allerdings nicht antreten, da er zur neuen Spielzeit 2001/02 vom Zweitligisten MSV Duisburg verpflichtet wurde. Dort war er für kurze Zeit in der zweiten Mannschaft des Vereins vorgesehen und trat somit weiterhin in der Oberliga an. Trainer Pierre Littbarski wurde auf das Talent aufmerksam, so dass er bereits nach wenigen Wochen nach Verpflichtung zu den Profikader nominiert wurde. Am 28. April 2002 wurde er bei einer 1:4-Niederlage gegen Hannover 96 erstmals für die Profielf berücksichtigt und erreichte durch seine Einwechselung in der 23. Minute sein Zweitligadebüt. Dem folgten zu Beginn des Jahres 2003 zwei weitere Kurzeinsätze, womit er auf insgesamt drei bestrittene Partien in der 2. Bundesliga ohne eigenen Torerfolg kommt. Ein weiterer Durchbruch im Profifußball blieb ihm verwehrt, dies geschuldet durch eine Sportverletzung des vorderen Kreuzbandriss im Training. Der Stürmer Spitali gehörte noch bis 2004 der Profis an und wechselte dann zu Bayer 04 Leverkusen, dort sicherten sie sich frühzeitig den Aufstieg in die Regionalliga. Als Stammspieler war er im Team nicht wegzudenken und war somit auch im Fokus der Profis.
Bei den Leverkusener Amateuren entschied sich Giuseppe Spitali nach einer sehr erfolgreichen Saison, mit Abgang vom Trainer Ralf Minge den Verein im Jahr 2005 wieder zu verlassen. Es gab mehrere Optionen in der Regionalliga und der Verbleib bei den Leverkusener Amateuren. Sein Ziel, nach der Verletzung in die 2. Bundesliga zurückzukehren, blieb allerdings aus, und er blieb danach vorübergehend vereinslos. Für die Rückrunde der Saison 2005/06 schloss er sich dem mittelrheinischen Verbandsligisten TSV Germania Windeck an und wechselte im nachfolgenden Sommer zu Germania Geyen. Ab 2007 lief er für den FC Junkersdorf aus Köln auf, doch bereits 2008 erfolgte mit seiner Verpflichtung durch den SV Bergisch Gladbach 09 ein erneuter Vereinswechsel. Mit diesem erreichte er 2008/09 den Sprung von der Verbands- in die NRW-Liga. Nach dem Vertragsende im Jahr 2010 war er kurzfristig ohne Arbeitgeber und wurde dann erneut beim FC Junkersdorf eingestellt. 2011 gelang ihm mit diesem ein weiteres Mal der Aufstieg in die NRW-Liga. Der Startplatz in dieser Spielklasse wurde allerdings vom kurz zuvor gegründeten FC Viktoria Köln übernommen, zu welchem Spitali dann auch wechselte. Der finanziell massiv geförderten Verein schaffte 2012 unter seiner Mitwirkung den Durchmarsch in die Regionalliga, für welche Spitali aber keinen neuen Vertrag erhielt. Daher entschied er sich für einen Wechsel zum FC Bergheim 2000 in die Landesliga. Als Kapitän führte er diesen 2014 zum Aufstieg in die Oberliga Mittelrhein.

## Laufbahn als Trainer
Zu Beginn der Saison 2014/15 gab er seine Spielerlaufbahn auf und übernahm bei seinem bisherigen Arbeitgeber FC Bergheim 2000 das Amt des Trainers. Er konnte allerdings nicht verhindern, dass der Aufsteiger sich am unteren Tabellenende einordnete und bereits einige Spieltage vor dem Ende der Spielzeit der Wiederabstieg feststand. Im April 2015 gab er sein erstes Traineramt auf, was er mit fehlender Professionalität des Vereins im Umgang mit der sportlichen Situation begründete.